# Elecciones de Baviera
Las elecciones de Baviera sirven para escoger a los diputados del Parlamento Regional Bávaro. En todas las elecciones ha ganado la Unión Socialcristiana de Baviera (CSU). 
El Partido Socialdemócrata de Alemania (SPD) fue siempre la segunda fuerza política, hasta 2018 cuando descendió al quinto puesto.
La tercera fuerza hasta las elecciones de 1982 fueron Los Verdes, aunque en las elecciones de 2008 y 2013 fueron superados por la candidatura de los Freie Wähler (Electores Libres), que irrumpieron por primera vez en el Parlamento bávaro en 2008, convirtiéndose en la tercera fuerza política con el 10,2 % de los votos y 21 diputados, posición que fue mantenida en los comicios de 2013 y 2018. En las elecciones de 2018 los Verdes obtuvieron el 17,5 % y 38 diputados, convirtiéndose por primera vez en la segunda fuerza.
Los liberales (Partido Democrático Libre) fueron la tercera fuerza desde las elecciones de 1970 hasta las elecciones de 1982, cuando fueron superados por los Verdes. En el año 2013 perdieron la representación parlamentaria, pero la recuperaron en 2018.
El Partido de Baviera se ha presentado desde las elecciones de 1950, y fue la tercera fuerza en algunas legislaturas (llegando a su máximo en 1950, con el 17,6 %). Desde sus primeras elecciones fueron perdiendo poder: de las elecciones de 1954 hasta las elecciones de 1978 perdieron puntos, y desde entonces hasta el día de hoy se han mantenido entre el 0,4 % y el 2,1 %.
La extrema derecha (de mano del Partido Nacionaldemócrata de Alemania o NPD) estuvo solamente una legislatura en el Parlamento, cuando fue tercera fuerza política: en las elecciones de 1966. 
El partido Alternativa para Alemania (AfD) entró por primera vez en el Parlamento regional en 2018 con un 10,2 %.

## Ver
- Elecciones estatales de Baviera de 2023
- Elecciones estatales de Baviera de 2018
- Elecciones estatales de Baviera de 2013
- Elecciones estatales de Baviera de 2008
- Elecciones estatales de Baviera de 2003
- Elecciones estatales de Baviera de 1998
- Elecciones estatales de Baviera de 1994
- Elecciones estatales de Baviera de 1990
- Elecciones estatales de Baviera de 1986
- Elecciones estatales de Baviera de 1982
- Elecciones estatales de Baviera de 1978
- Elecciones estatales de Baviera de 1974
- Elecciones estatales de Baviera de 1970
- Elecciones estatales de Baviera de 1966
- Elecciones estatales de Baviera de 1962
- Elecciones estatales de Baviera de 1958
- Elecciones estatales de Baviera de 1954
- Elecciones estatales de Baviera de 1950
- Elecciones estatales de Baviera de 1946
- Elecciones constituyentes de Baviera de 1946

- Datos: Q1845840
- Multimedia: State elections in Bavaria / Q1845840